# Municipio de Scott (condado de Vanderburgh)
El municipio de Scott (en inglés: Scott Township) es un municipio ubicado en el condado de Vanderburgh en el estado estadounidense de Indiana. En el año 2010 tenía una población de 8528 habitantes y una densidad poblacional de 78,78 personas por km².

## Geografía
El municipio de Scott se encuentra ubicado en las coordenadas 38°8′1″N 87°32′3″O / 38.13361, -87.53417. Según la Oficina del Censo de los Estados Unidos, el municipio tiene una superficie total de 108.25 km², de la cual 107.38 km² corresponden a tierra firme y (0.81%) 0.88 km² es agua.

## Demografía
Según el censo de 2010, había 8528 personas residiendo en el municipio de Scott. La densidad de población era de 78,78 hab./km². De los 8528 habitantes, el municipio de Scott estaba compuesto por el 96.29% blancos, el 1.02% eran afroamericanos, el 0.14% eran amerindios, el 1.33% eran asiáticos, el 0.08% eran isleños del Pacífico, el 0.28% eran de otras razas y el 0.86% pertenecían a dos o más razas. Del total de la población el 0.91% eran hispanos o latinos de cualquier raza.